# التغريبة الفلسطينية (مسلسل)
التَّغريبةُ الفِلسطينية مسلسل دراما تاريخي سوري باللغة العربية واللهجة الفلسطينية، يُعدُّ واحداً من أشهر ما أنتجتهُ الدراما العربية في تسليط الضوء على القضية الفلسطينية حسب العديد من النقّاد؛ نال المسلسل كثيرًا من الجوائز من عدة دول عربية. أنتجته شركة سوريا الدولية للإنتاج الفني، وجرى تصويره بالكامل في سوريا عام 2004م، وبُثَّ للمُشاهد في نفس العام في 31 حلقة، طَوالَ شهر رمضان عام 1425 هـ، فكان أولَ عرضٍ له في 15 أكتوبر 2004م.
كتبه وليد سيف، وأخرجه حاتم علي، وكلاهما عاش أيام الاحتلال والحرب واللجوء، وهذا العمل هو التعاونُ الرابع على التوالي الذي يجمعهما مع نفس شركة الإنتاج، بعد «مسلسلي صلاح الدين الأيوبي» و«صقر قريش» و«ربيع قرطبة».
يروي المسلسل قصة أُسرة فلسطينية فقيرة تُكافح مِن أجل البقاء في ظل الانتداب البريطاني ثمّ خِلال الثورة الفلسطينية الكبرى، وفي مخيَّم اللجوء بعد النكبة، حيث تُلخِّص الأحداث التي مرَّت بها هذه الأسرة حِقبةً تاريخية هامة في حياة الفلسطينيين امتدَّت ما بين ثلاثينيات وستينيات القرن العشرين، مروراً بالعديد من الأحداث الهامة، حتى نكسة يونيوعام 1967م، وصمود أفراد الأسرة على الرغم مما واجهوه من أخطار الحرب، ونجح فريق العمل في تجسيد الشخصيات وتوثيق المعاناة على نحو قريب جدًّا من الواقع.
تكمن أهمية العمل في أنه نشَّطَ الذاكرة الفلسطينية وصنعَ مخزونًا قِيميًّا يبقى للأجيال القادمة، بعدما راهن الاحتلال الإسرائيلي على طمس الذاكرة الفلسطينية من عقول الأجيال المتعاقبة. لم يلخِّص تاريخ تلك المرحلة فحسب، بل استعرض كذلك الحياة الاجتماعية الفلسطينية بأطيافها وطبقاتها المختلفة؛ إذ تميَّز بتنوُّع شخصياته، فضم الفلاح والعامل والشاعر والمثقف والثائر والإقطاعي والخائن لوطنه. وهو يقدِّم المأساة الفلسطينية في صيغة قريبة من فهم فئات واسعة من الجمهور العربي تعجِزُ وسائلُ تعبيرية أخرى عن إيصالها، وهذا من شأنه أن يُسهمَ في حفظ الذاكرة الفلسطينية أمام المؤامرات والتشويه التاريخي الذي يعمل عليه الاحتلالُ الإسرائيلي ببثِّ الدعاية الإسرائيلية.
طَرَح الكاتب منذ البداية فكرة لفت النظر لكل المجاهدين والثوار الفلسطينيين المجهولين، الذين قضوا حياتهم في العمل الجهادي أو الكفاحي لتحرير فلسطين، ويُلاحظ ذلك في أول مشاهد المسلسل، فقد تعمّد صُنّاع المسلسل ذلك، مثلاً لم يظهر أي مشهد عن دور فوزي القاوقجي ولكن ذُكر اسمه فقط دون أن تظهر شخصيته، ولم يظهرعز الدين القسام إلا في مشهد واحد.
ويمكن الملاحظة أن القرية الفلسطينية في المسلسل لم يكن لها اسم، فقد كانت مجهولةً طَوالَ حلَقات المسلسل، فقد ظهرت في الحلقة الأولى عبارة (قرية فلسطينية)؛ فالعمل لا يَقصِد تحديد مِنطقة بعينها في فلسطين، فالتعميمُ في اختيار أماكن الأحداث إشارة إلى عمومية مقاومة المحتل وشمولها لكل مناطق فلسطين. فالقرية هنا نموذجٌ يمكن القياس عليه كحال جميع القرى الفلسطينية التي قدَّمت الكثير من التضحيات في مسيرتها الجهادية.
ولأن المسلسل يشمل مراحلَ زمنيةً طويلةً وأحداثًا كثيرةً، فقد لجأ الكاتبُ إلى استخدام راوٍ للأحداث للاختصار، والراوي هنا هو «علي» -يمثل دوره تيم حسن-، وهو يروي بصوت الرجل الذي لم يكبَر أو يظهر بعد، وهذه الروايةُ هي الحالة الوحيدة التي نسمع فيها اللغة العربية الفصحى في هذا العمل، وقد اختِيرَت شخصية «علي» لذلك؛ إشارةً إلى ما سيحوزه «علي» في المستقبل من ثقافة، فقد حصل على الدكتوراه.

## ملخَّص القصَّة
تتناول قصَّة المسلسل أسرة «اليونس» الفقيرة، التي تعيش في الريف الفلسطيني وتتركز أكثر حول شخصية «علي» التي أداها تيم حسن -وهو الراوي في المسلسل- وأخيه الأكبر «أبو صالح» وأدّى دوره الفنان جمال سليمان. يبدأ المسلسل بشكلٍ رجعي، حيث جاءت وفاة «أبو صالح» وعودة الأخ الأصغر للعائلة «علي» من أمريكا بعد أن نال شهادة الدكتوراه، ثم يقف الأخ الأصغر «علي» أمام جثمان «أبو صالح»، وفي تلخيص يسرد جوانب المأساة محدثاً نفسه بمرارة عن بطولة «أبو صالح» وخوفه على الذاكرة الفلسطينية، ثم يتبع ذلك المشهد شارة المسلسل.
تبدأ الحكاية في قرية فلسطينية غير محددة عام 1933م في عصر الانتداب البريطاني لفلسطين، تزامناً مع عصر الإقطاع وما يعانيه الفلاح الفلسطيني، والعديد من الأزمات في حياة تلك العائلة وعلى رأسها ربّ الأسرة «أبو أحمد» -يؤدي دوره الممثل خالد تاجا- من ظلم واستغلال طال كل مناحي حياتهم حتى على صعيد دراسة أبنائهم.
تتطور الأحداث مع الزمن وتتغير حال تلك الأسرة في كل فترة بين أفضل وأسوأ، ويتابع المسلسل تطور كل شخصية على حدى، ففي زمن الثورة الفلسطينية الكبرى عام 1936م والهجرة اليهودية، يتحول «أبو صالح» إلى قائد ثوري يأمر وينهي في القرية مما يُحوّل حال الأسرة كلياً للأفضل، في هذه المرحلة يستشهد «العبد» -يؤدي دوره خالد القيش- في معارك الدفاع عن القرية، وهو زوج الأخت الوحيدة في الأسرة «خضرة» التي تؤدي دورها نادين سلامة، وتضطر «خضرة» للزواج مرة أخرى لاحقاً. ثم سرعان ما يعود وضع الأسرة ليسوء بعد نهاية الثورة، ثم تتلاحق الاحداث لتشمل حرب التطهير العرقي لفلسطين 1947–48، وبداية الغزو اليهودي لفلسطين في 1948 والحرب، في خضم الأحداث يضيع الطفل «رشدي» وهو ابن «خضرة» خلال الحرب، وينتهي أمر الأسرة بعد الحرب في مخيمات اللاجئين.
من تلك المرحلة تبدأ نقطة انطلاق جديدة لأحداث المسلسل مع جيل جديد من الأحفاد الذين كبروا في أسرة عائلة «اليونس» في مخيم اللاجئين، الأستاذ «علي» يصبح دكتوراً جامعياً، و«أبو صالح» يعمل في دكانه الصغير في المخيم، وتظهر بهذه المرحلة شخصيات جديدة، ثم ما تلبث الأحداث أن تتسارع حتى تأتي نكسة حرب حزيران 1967، فيُهجّر أهل المخيم من جديد، ويرفض «أبو صالح» الهجرة مرة أخرى.
ثم تبدأ أحداث نهاية المسلسل التي تركت مفتوحة مع عودة روح المقاومة من جديد، حيث كانت النهاية مع الحفيد الذي كَبر «رشدي» -لعب دوره المخرج حاتم علي- والذي أخرج بندقية والده من مخبئها والتي استخدمها سابقاً والده وعمه «حسن» -أدّى دوره باسل خياط- في مقاومة الاحتلال، ليكون المشهد واضحاً بالتعبير عن مواصلة المقاومة.

## فريق التمثيل والشخصيات
شارك في العمل العديد من الفنانين والأشخاص من سوريا وفلسطين والأردن، ووصل عدد الكومبارس والحشود والممثليين الإضافيين إلى نحو 1000 شخص؛ لإضفاء واقعية وخلق مناخ طبيعي للمشاهد. ونظرًا لأهمية العمل رغب بعض الممثلين الأردنيين في الانضمام للعمل مجانًا؛ لإتقانهم اللهجة الفلسطينية.

### الشخصيات الرئيسة
ترتيب الممثلين حسب ورودهم في شارة المسلسل:
| اسم الممثل     | صورة    | وصف |
| -------------- | ------- | --- |
| جمال سليمان    | لا إطار | في دور أحمد الشيخ يونس "أبو صالح"، الأخ الأكبر في أسرة أبو أحمد من عائلة "اليونس" الفقيرة، وهي شخصية مؤثرة وقيادية، ولاحقاً سيشارك أحمد بالثورة وسيصبح قائد فصيل، جسّد أحمد شخصية الرجل المناضل القيادي، المخلص لقريته، ليعبر بدوره عن كل فلسطيني مناضل. |
| خالد تاجا      | لا إطار | في دور "أبو أحمد" الشيخ يونس، رب الأسرة، فلاح بسيط يعمل بالزراعة، يكافح ويتحمّل أعباء الحياة والظلم. |
| جولييت عواد    | لا إطار | في دور "أم أحمد" في عائلة "اليونس"، لها تأثير هام في إعداد شخصية أحمد القيادية. |
| يارا صبري      | لا إطار | في دور فتحية زوجة "أبو صالح"، وهي من المدينة. |
| تيم حسن        | لا إطار | في دور "علي" الشيخ يونس، الشخصية المتعلمة، يسافر إلى المدينة ليتعلم ويصبح لاحقاً أستاذاً، ثم يحصل على الدكتوراه من أمريكا، وهو راوي قصة المسلسل. |
| نادين سلامة    | لا إطار | في دور "خضرة" الشيخ يونس، الأخت الوحيدة في الأسرة، يستشهد زوجها في الثورة بعد إنجابها لرشدي. ثم تتزوج لاحقاً وتعاني من فقد ابنها رشدي بالحرب. |
| باسل خياط      | لا إطار | في دور "حسن" الشيخ يونس، الشاب المندفع، لم يكمل تعليمه مثل أخيه علي، ولاحقاً يلتحق بالثورة مع أخيه الأكبر أحمد. |
| نسرين طافش     |         | في دور جميلة، فتاة فقيرة من القرية، يقع بحبها "حسن" ويحاول الزواج بها، لكن أحد أقربائها يقتلها قبل أن يتم الزواج. |
| قيس الشيخ نجيب | لا إطار | في دور صلاح، الابن الأكبر في أسرة "أبو صالح"، يدرس الطب في القاهرة. |
| مكسيم خليل     |         | في دور أكرم السويدي، طبيب من المدينة وناشط سياسي، يتعرض لاحقاً للاغتيال. |
| أدهم مرشد      | لا إطار | في دور سعيد، يعاني من صعوبة الحياة فيلجأ للهجرة لكنه يموت بالطريق. |
| أناهيد فياض    | لا إطار | في دور صبحية. |
| نسرين فندي     | لا إطار | في دور عائشة. |
| ميرنا شلفون    | لا إطار | في دور سلمى السويدي، زوجة "علي" وابنة "أكرم". |
| رامي حنا       |         | في دور مسعود. الأخ الثاني في أسرة "أبو أحمد". |

بالاشتراك مع:

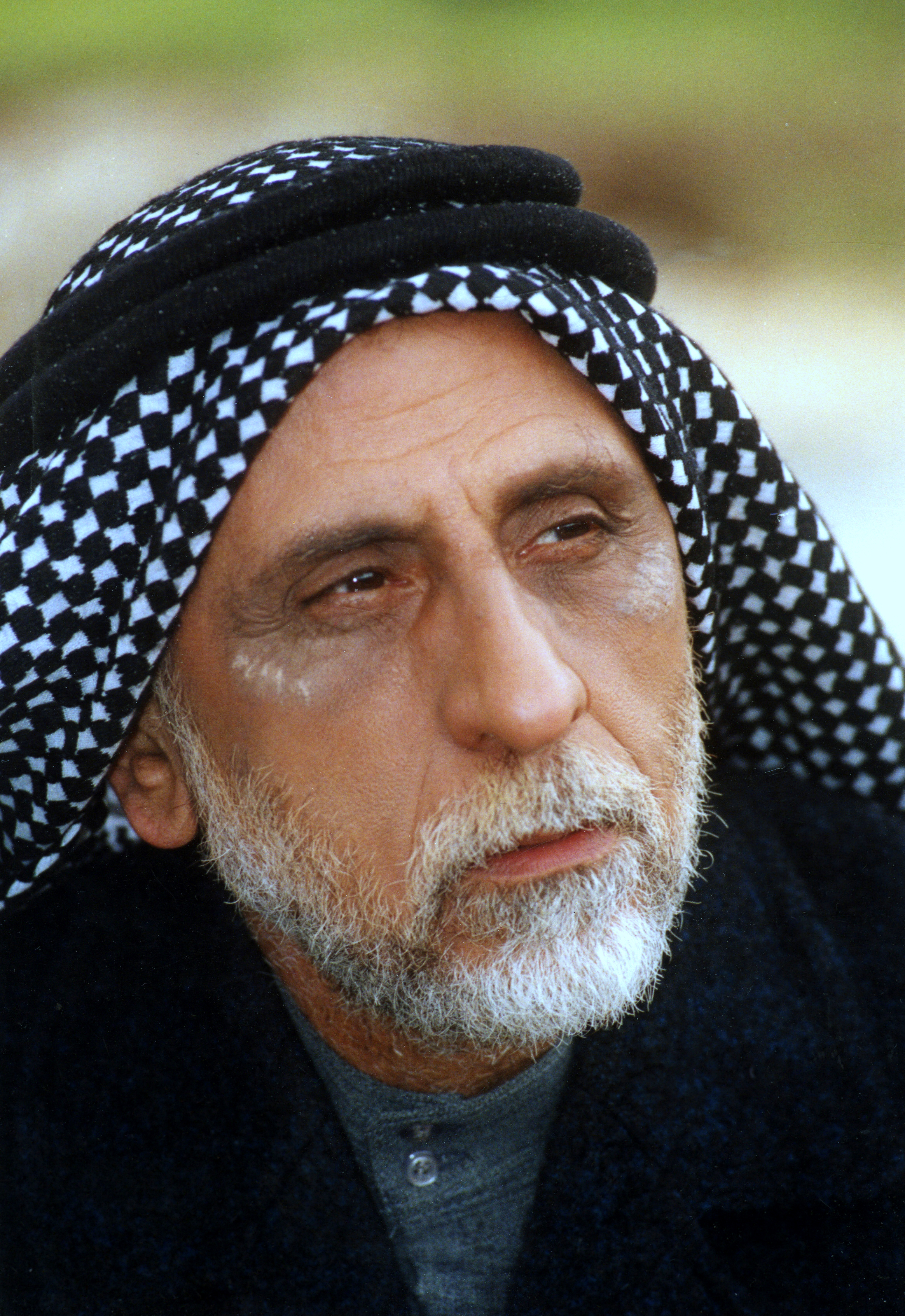
حسن عويتي في دور «أبو عايد»

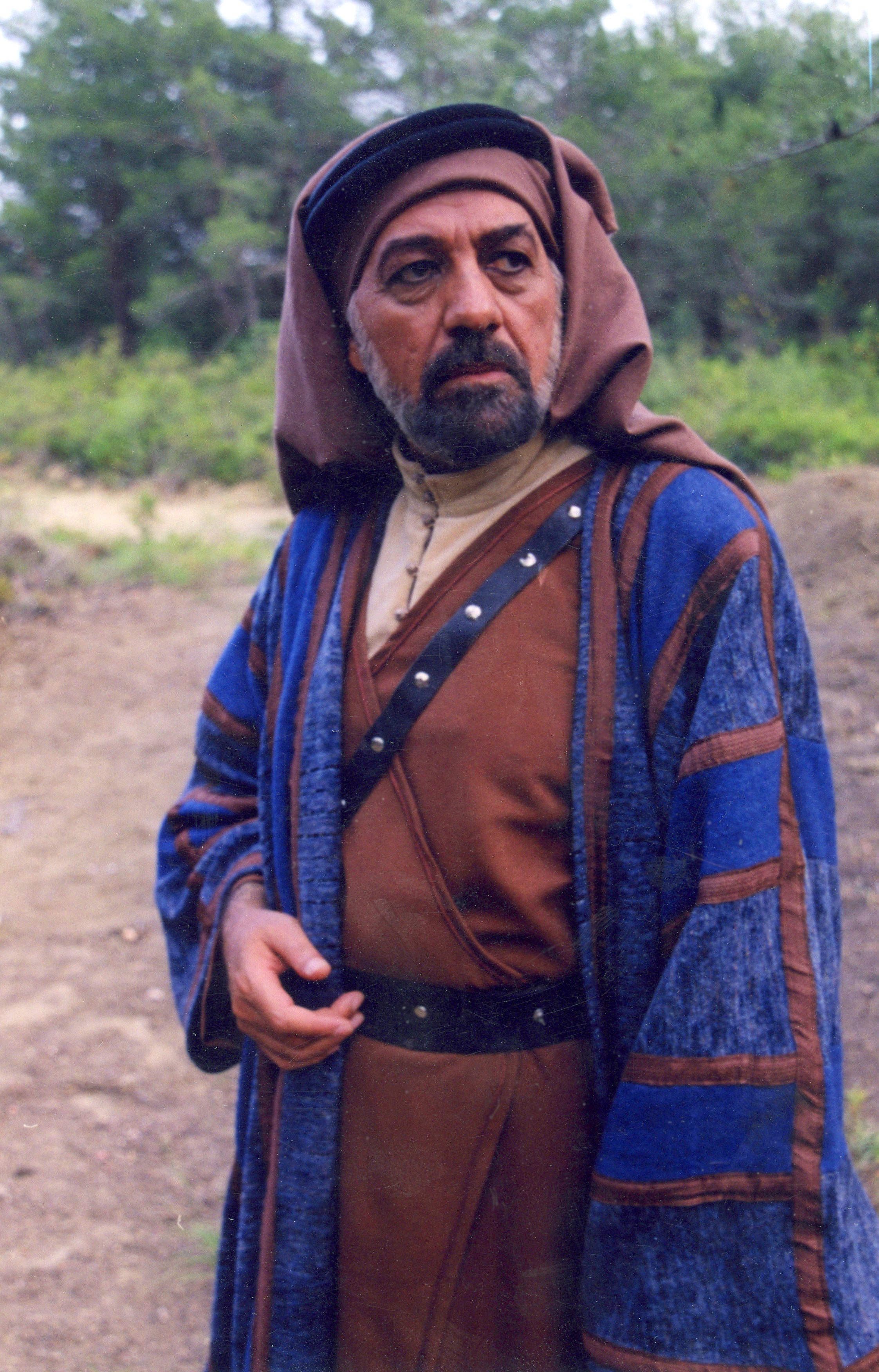
جميل عواد في دور «أبو عزمي العلي»

- سليم صبري في دور أبو أكرم السويدي.
- حسن عويتي في دور أبو عايد.
- رنا جمول - جميل عواد
- نجوى علوان - ميلاد يوسف
- هشام هنيدي - سميرة خوري
- رفعت النجار - بسام لطفي
- مفيد أبو حمدة - محمود خليلي
- عزة البحرة - إيمان الجابر

### الشخصيات الثانوية
تمثيل:
- إياد أبو الشامات - غسان عزب
- بسام داود - كمال البني
- علاء الزعبي - خالد القيش
- جمال شقير - وسيم الرحبي
- وليد العلايلي - أشرف مصيلحي
- أسامة تيناوي - جابر جوخدار
- زهير قنوع - يحيى بيازي
- إيمان عودة - جمال العلي

ضيوف الحلقات:
- عبد الحكيم قطيفان في دور سعدي.
- محمد خير الجراح في دور جابر.
- يوسف المقبل في دور مُعلم القرية.
- محمد حداقي في دور عطية.
- ناصر وردياني في دور الشيخ إبراهيم.
- مرشد ضرغام في دور عز الدين القسام.
- منذر كبة في دور كولونيل بريطاني.
- خالد المالح في دور كولونيل بريطاني.
- حاتم علي في دور رشدي، وهو مخرج المسلسل أيضًا.

وجوه جديدة تظهر لأول مرة:
شادي مقرش في دور فالح، وريم زينو في دور ناديا، وعلي السهلي، ومجدي المقبل.

## الإنتاج وفريق العمل
أنتج العمل شركة سوريا الدولية للإنتاج الفني، وبرأي الممثلة سميرة خوري -قامت بدور «أم عطية» في المسلسل- فقد كان جيداً وسخياً ولم تبخل الشركة المنتجة بأي شيء لإظهار العمل بشكله النهائي في جميع المراحل، وحرصت على راحة طاقم العمل، من حيث توفير الطعام والشراب، والاحترام من قبل كافة العاملين في المسلسل مما انعكس إيجابا على أداء الجميع.

### القصة والسيناريو والحوار
| ..شرعت في التحضير له وفي كتابته في الثمانينيات وقد أنفقت فيه ثلاثة أعوام من عمري بحثا ودراسة ومعالجة درامية ثم الكتابة للنص التلفزيوني وطبعا البحث قد استغرق مني وقتا طويلا لأن هذه القضية لا يمكن العبث بتفاصيلها وبحقائقها.. |
| —وليد سيف |

كتب المسلسل الدكتور وليد سيف وهو كاتب من أصل فلسطيني عايش وعائلته ما يُشابه أحداث المسلسل واستوحى معظم أحداثه مما شاهد وسمع، فالكاتب من أبناء مدينة طولكرم وعايش المعاناة بنفسه، ولعل هذه التجربة بتفاصيلها قد انعكست على المسلسل، وعلى قُدرة الكاتب في الكتابة عن الأحداث بدقة، وله العديد من الأعمال السورية التي تهتم بفلسطين، لم يكن المسلسل من محض خيال الكاتب بل استند إلى أحداث حقيقية موثقة شبيهة، وأمضى الكاتب منذ مطلع الثمانينات وهو يتتبعها ويوثقها، وحتى إنتاج العمل في 2004 وإخراج تلك الوثائق في عمل فني درامي. استعان الكاتب بأدوات منهجية لعرض القضية الفلسطينية، من خلال تشريح بنية مجتمع اللجوء الفلسطيني، والأحداث بين الطبقات الغنية والفقيرة، والخير والشر، ولعل تلك الأحداث وما تخللها من تفاصيل بالإضافة إلى ابتعادها عن الشطحات الدرامية، قد ساهمت بإقناع المشاهدين بمصداقية أحداث المسلسل. لم يتحدث المسلسل عن القضية الفلسطينية من خلال شعارات أو لافتات، بل تحدث عنها عبر الممارسات اليومية لأبناء القرية وأسرة «أبو أحمد الشيخ يونس».
 وكان بالاستشارة الدرامية الممثل حسن عويتي.
يعتقد البعض أن هناك تشابهاً بين مسلسل التغريبة الفلسطينية والدرب الطويل الذي صُوّرَ في الأردن وعُرِضَ عام 2000م، خاصة وأن كلاهما لنفس الكاتب،
لكن «الدرب الطويل» لم يحقق النجاح الذي حققه «التغريبة الفلسطينية» بسبب ضعف الإمكانيات المادية وإمكانيات الإنتاج؛ مما سبب إحباطاً لكاتب العمل وليد سيف، إلا أن الأمل عاد إليه بعد لقائه بالمخرج السوري حاتم علي.

### الإخراج

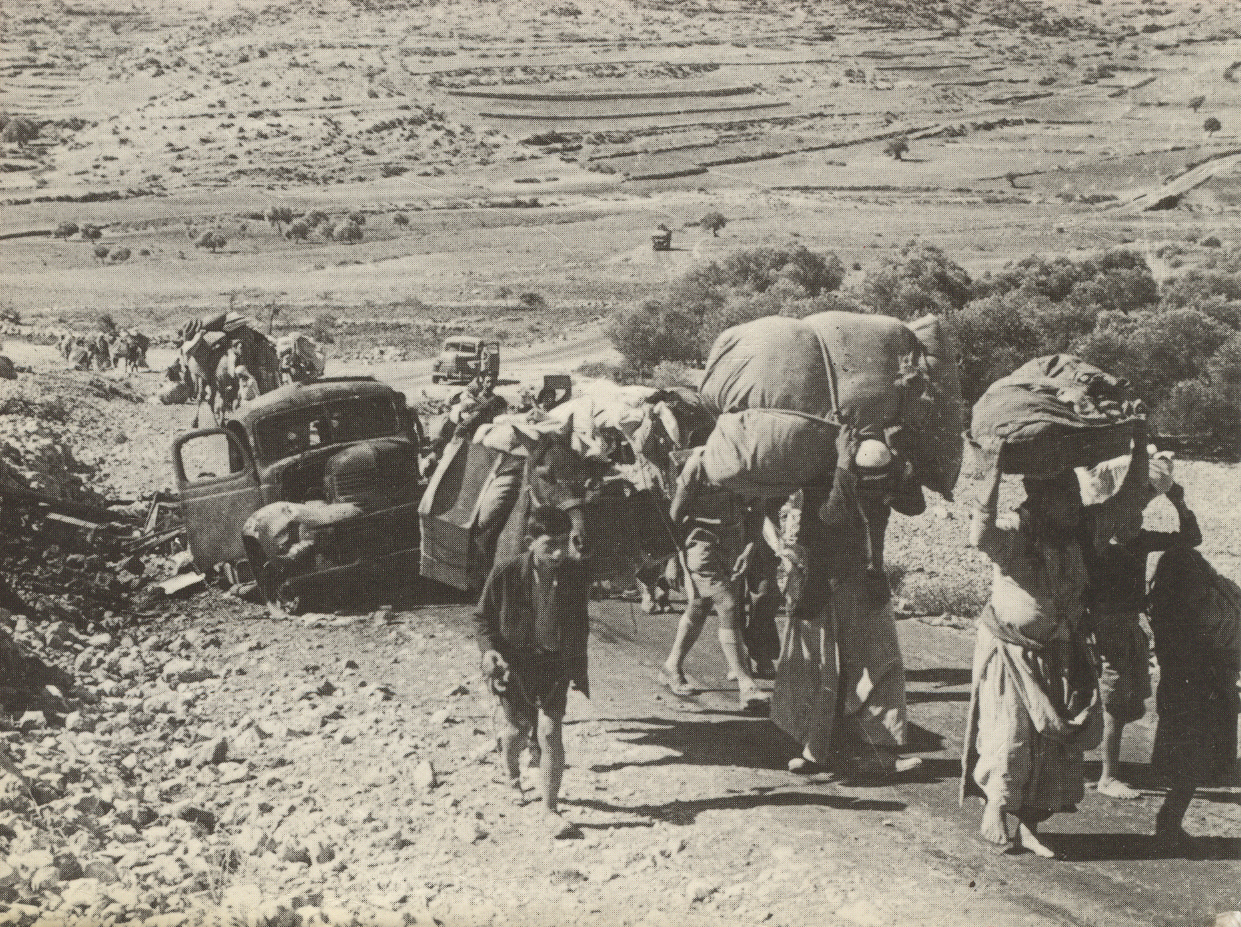
صورة حقيقية لنازحين فلسطينيين في شمال فلسطين في حرب 1948، ظهر مشهد تهجير الفلسطينيين في المسلسل شبيه لحد كبير بالواقع.

أخرج المسلسل حاتم علي، وكان مساعدا المخرج هما علي محي الدين علي، وزهير قنوع، والمخرج المنفذ هو المثنى صبح. خاض مخرج المسلسل حاتم علي وهو من أبناء الجولان المحتل تجرِبة مشابهة لأحداث المسلسل حيث أمضى مدَّة نازحًا في مخيم اليرموك بدمشق، ولعل هذه التجرِبة بتفاصيلها قد تجلَّت في المسلسل، فضلًا عن قدرة المخرج على ترجمتها إلى عمل فني. في المسلسل لم يمنح المخرج القرية اسمًا محدَّدًا بعينه؛ كي تكونَ معبِّرة عن كل قرية فلسطينية، كما جعل من عائلة «يونس» الأساسَ الإنساني الذي استمدَّت منه الحكايةُ جاذبيتها الحقيقية لدى المشاهدين.
يقول حاتم علي: « أنا لست فقط أحدَ أبناء “الجولان” المحتل الذين عاشوا تجربة تتقاطع في كثير من تفاصيلها مع تجربة شخصيات المسلسل "التغريبة الفلسطينية" ولكنني أيضاً عشت طفولتي وشبابي في مخيم اليرموك وكنت في عام 1967 بعمر “صالح” الذي كان يحمله خاله “مسعود” وكنت أيضاً محمولاً بالطريقة نفسها على ظهر أحد أخوالي، بشكل أو بآخر استطعت أن أستحضر الكثير من هذه التفاصيل الواضحة أحياناً والمشوشة في أحيان كثيرة والملتبسة في بعض الأحيان وأوظفها وأعيد تركيبها مستكشفاً إياها في أحيان كثيرة من خلال العمل نفسه، وكثيراً ما سُئلت نفس السؤال وهو كيف يمكن لمخرج غير فلسطيني أن يقدم عملاً عن هذه القضية، وأنا شخصياً كنت أقول أن القضية الفلسطينية هي قضيتنا جميعاً كعرب».

### الفريق الفني

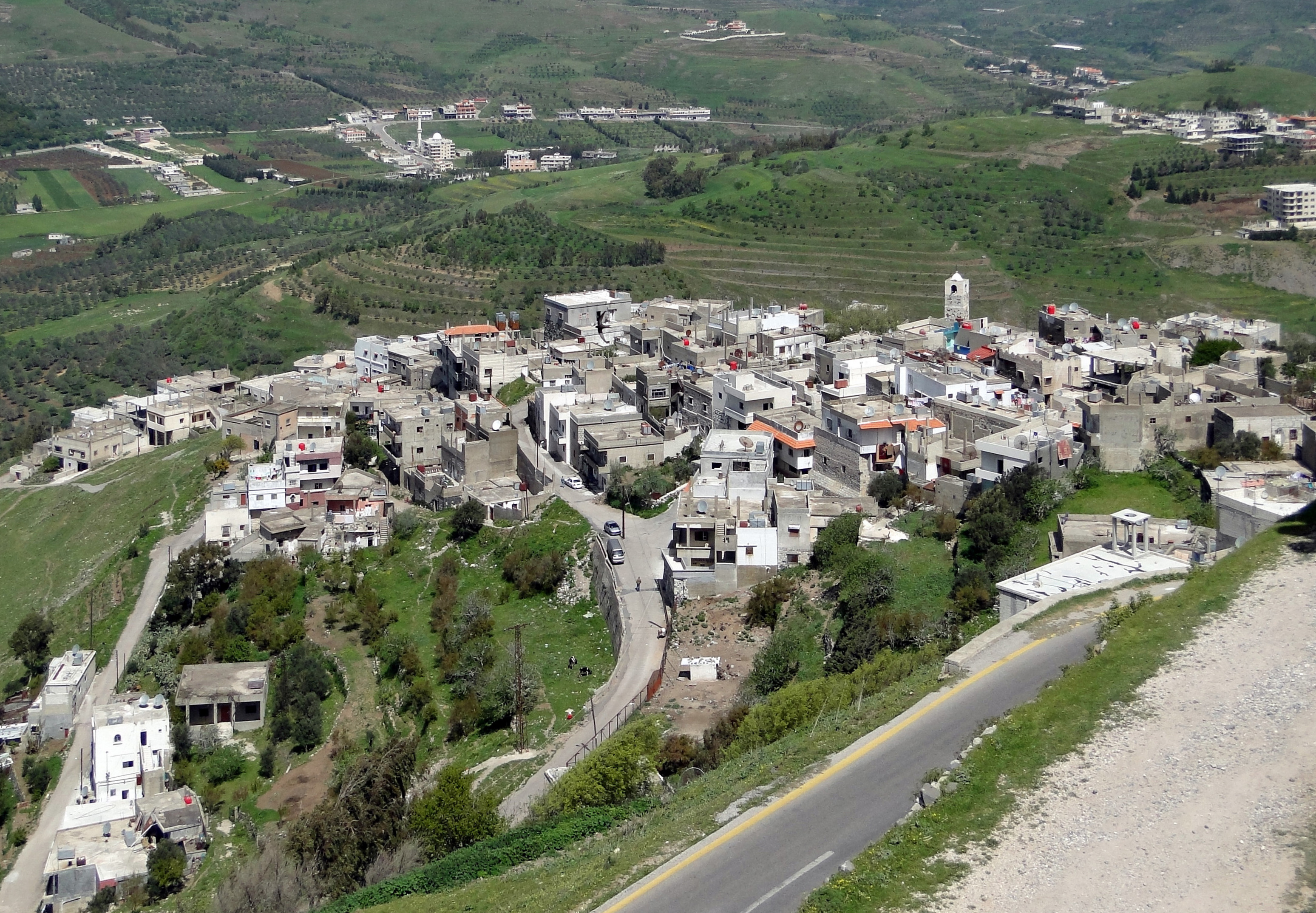
منطقة عمار الحصن في منطقة تلكلخ تتميز بطبيعتها الشبيهة لحد ما بطبيعة فلسطين، تم بناء ديكور لقرية فلسطينية للتصوير فيها.

عمل في هندسة الديكور «ناصر الجليلي»، وفي الإكسسوار كان «بهاء كردية»، أما في المونتاج فكان «عصام صيداوي»، وعمل على السكريبت «كامل جابر»، وكان مدير الإنتاج «الهادي قرنيط»، ومساعده «إبراهيم جبلي»، وساهم في تصميم المكياج «مير محسن موسوي».

### التصوير

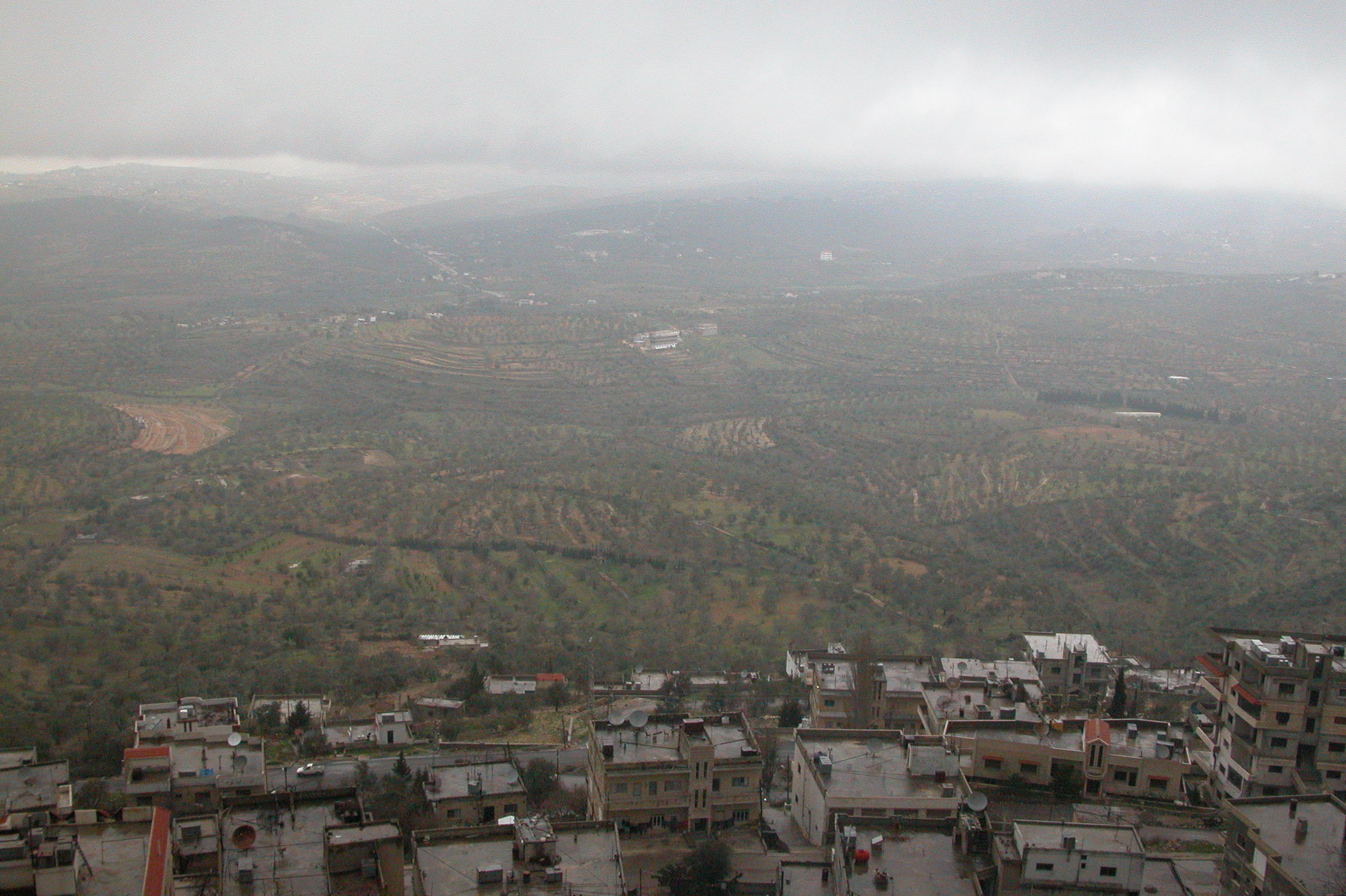
تتميز مدينة صافيتا وقراها وهي إحدى مدن محافظة طرطوس في سوريا بطبيعتها الشبيهة لحد ما بطبيعة فلسطين وإطلالاتها على الجبال والأحراش والغابات مما جعلها مكاناً مميزاً للتصوير خاصة بوجود أشجار الزيتون التي تشتهر بها فلسطين.

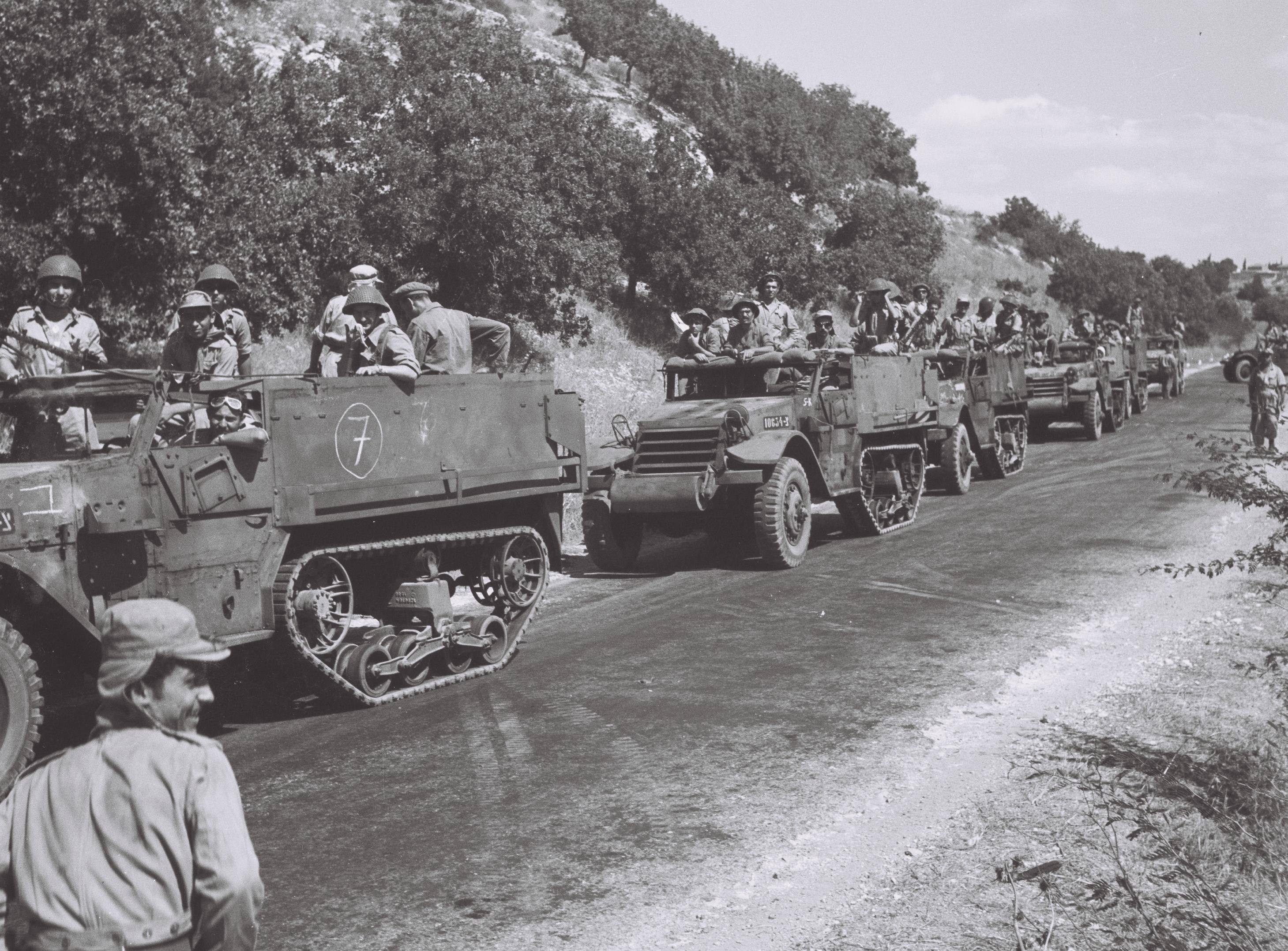
آليات حقيقية صهيونية في حرب 1948، ظهرت الآليات في المسلسل شبيهة لحد كبير بالواقع، وحتى طريقة ركوب الجنود لها في حصار القرية الفلسطينية.

مدَّة التصوير كانت نحو أربعة أشهر بين شهر يونيو وسبتمبر من عام 2004م، وقد تم التصوير في العديد من الأماكن السورية الشبيهة بطبيعة فلسطين وإطلالاتها على الجبال والأحراش وأشجار الزيتون والغابات، ومن أهم أماكن التصوير مدينة صافيتا وهي إحدى مدن محافظة طرطوس في سوريا، ومنطقة عمار الحصن في ناحية الناصرة في محافظة حمص، ومدينة حلب، وتدمر.
تم بناء ديكور لقرية فلسطينية بكل تفاصيلها المشابهة لفترة التمثيل، ثم كان لاحقاً بناء الخيام حيث بنيت نحو 300 خيمة لمشاهد لجوء النازحين في المسلسل، ثم بناء بيوت الطوب للتعبير عن المرحلة التالية للاجئين. أما الآليات المستخدمة فتم تجهيز سيارات قديمة شبيهة لتلك المرحلة.
كان مدير التصوير والإضاءة هو «أحمد إبراهيم أحمد»، وفي التصوير «سامر الزيات»، وبالإضاءة «عباس شرف»، و«سليم خضرة»، وعلى سكة الكاميرا الشاريو «سالم سويد»، ومساعده «رياض غزال».

### الشارة والموسيقى التصويرية والأغنية
الطاقم:
- الألحان والموسيقى: طاهر مامللي.
- غناء: عامر حسن الخياط.
- إشراف تسجيل الموسيقى: مامر أباظة.
- مشرف الصوت: محي الدين بقاعي.
- كلمات الشارة هي للشاعر الفلسطيني الراحل إبراهيم طوقان (ولد في 1905 في نابلس – توفي 2 مايو 1941 في القدس) وهي جزء من قصيدة «الفدائي» من ديوان «فلسطين» وكلماتها:[20]

هناك العديد من المشاهد في المسلسل التي صاحبها أغانٍ من التراث والشعر الفلسطيني، ففي مشهد استشهاد «العبد» زوج «خضرة» الأول والذي مثل دوره خالد القيش، أُختِيرت أغنية «قولوا لأمو» في الموسيقى التصويرية المرافقة للمشهد، وكلماتها:
أما في الحلقة الثامنة والتاسعة
في مشهد استعداد «أبو صالح» لتنفيذ عملية ضد الاحتلال البريطاني لاغتيال أحد قادتهم في المدينة، فكانت الأغنية والموسيقى التصويرية هي مطلع من قصيدة «الشهيد» للشاعر إبراهيم طوقان، وكلماتها:
ثم يتبعها وبنفس المشهد بعض الأبيات من قصيدة «الفدائي» للشاعر إبراهيم طوقان أيضاً، والأبيات هي:

### الملابس والأزياء

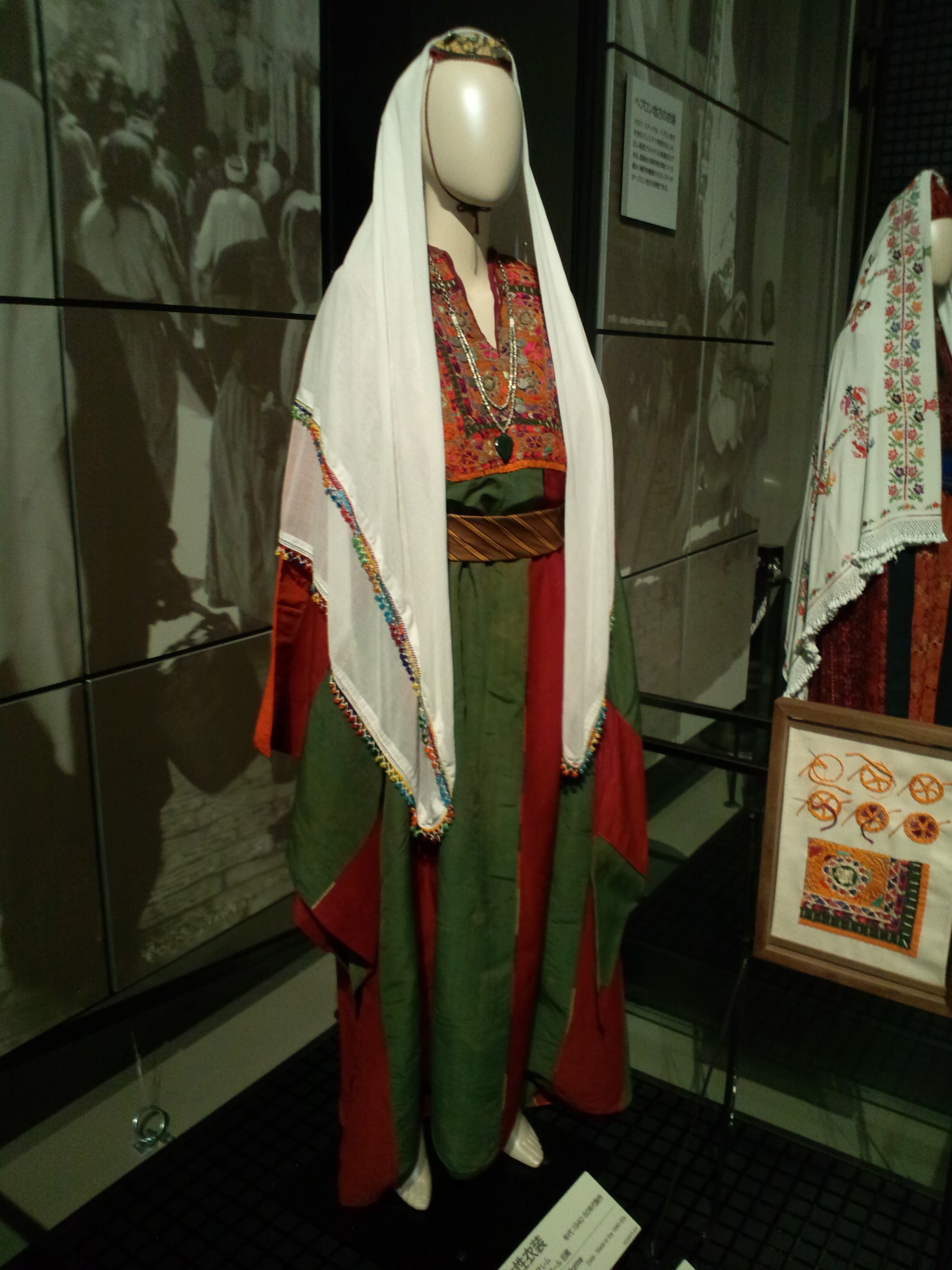
ثوب فلسطيني ظهر جلياً بلباس "أم أحمد" وبعض نساء القرية في المسلسل

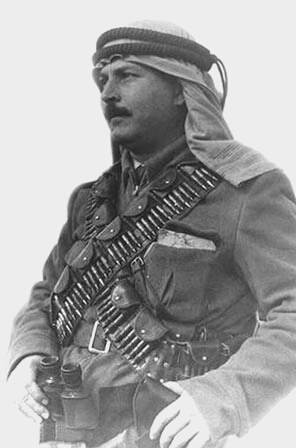
لباس أبو صالح يشبه إلى حد كبير لباس عبد القادر الحسيني وهو اللباس الشائع في ذلك الوقت لقادة الثورة.

اُستخدمت الملابس الفلسطينية والزي التقليدي الفلسطيني في المسلسل بشكل واضح، فهناك الممثلة جوليت عواد في دور «أم أحمد» وهي تلبس الثوب الفلسطيني الذي يحتوي الألوان والزخارف عند أهل الريف الفلسطيني، ويمكن ملاحظة الفرق في الزي بين نساء المدينة والريف، أما بلباس الرجال فقد ظهرت الكوفية الفلسطينية والقمباز والشروال بلباس رجال القرية الفلاحون، والطربوش بلباس رجال المدينة في بداية المسلسل، وحتى الزي الذي يلبسه البريطانيون واليهود كان مناسباً لوقت الأحداث.
تكون طاقم عمل الأزياء في المسلسل من عدة أفراد، ففي تصميم الأزياء كان «أمين السيد»، وإشراف الأزياء «مخلص الصالح»، أما مساعد الملابس فكانت «صفاء الجابر».

### اللغة
اللهجة الفلسطينية كانت واضحة بأداء الممثلين في مختلف أماكنهم وأنواعهم، اللهجة الفلاحية التي يتحدث بها أبطال العمل هي الغالبة، وتحديدا لهجة منطقة طولكرم أو منطقة الشمال الفلسطيني ولهجة أبناء المدينة ظهرت في عائلة «أكرم السويدي»، وعائلة زوجة «أبو صالح»، مع العلم أن اللهجات الفلسطينية تختلف وتتنوع حسب المنطقة.
لجأ الكاتب إلى استخدام راوٍ للأحداث للاختصار، وهذه الرواية هي الحالة الوحيدة التي نسمع فيها اللغة العربية الفصحى في هذا العمل.

## الاستقبال
حصل المسلسل على إشادة من النقاد ومراجعاتٍ إيجابية، وحصل الممثلون الرئيسيون على مديح أيضاً وفازوا بعدد من الجوائز. ووصفه البعض بأنه «أيقونة دراما القضية»، واعتبر من أفضل المعالجات الدرامية للقضية الفلسطينية. وبشهادة العديد من النقاد فإن هذا المسلسل يعتبر من الأعمال القليلة التي استطاعت تقديم مختلف تفاصيل «النكبة» وتقديم الفلسطينيين بطباعهم، وهواجسهم، وخيباتهم، ومكابداتهم، وأتراحهم، وأفراحهم، ولهجاتهم وتنوع ملابسهم وطعامهم، وهوس بعضهم بالزعامة والوجاهة. وحظي المسلسل بعد عرضه على عدة قنوات فضائية عربية منذ بثه على التلفاز بنسبة مشاهدة عالية جداً في الأوساط الجماهيرية العربية بشكل عام والفلسطينية بشكل خاص،
ورغم المبالغة في المسلسل أحياناً، فإن التفاعل «الجماهيري» الذي يحظى به يغفر زلات صورية هنا أو هناك فقد لا تجد صديقين في نهار اليوم التالي لا يسترجعان أحداث حلقات أمس بعد المشاهدة مثلما أشارت صحيفة الحياة اللندنية في تعليقها على المسلسل. استطاع المسلسل أن يلامس جوهر القضية الفلسطينية مثلما أشاد به ناقد فني سوري. قامت العديد من القنوات ببث المسلسل على شاشتها.

### جوائز
نال عدة جوائز تقديرية من مختلف البلدان العربية واعتبر أهم عمل تاريخي يحكي عن القضية الفلسطينية بالواقع الإنساني على مستوى الوطن العربي. ومن هذه الجوائز:
- مسلسل «التغريبة الفلسطينية» فاز بجائزة أفضل عمل متكامل لعام 2005 من جائزة أدونيا التي أطلقتها المجموعة المتحدة للنشر والإعلان في دمشق.[30]
- فاز المخرج حاتم علي بأفضل إخراج لعام 2005 في جائزة أدونيا.[30]
- فاز الكاتب والشاعر د.وليد سيف للمرة الخامسة على التوالي كأحسن كاتب سيناريو في مهرجان القاهرة للإذاعة والتلفزيون عن مسلسله التغريبة الفلسطينية، عام 2011.[31]
- فازت الممثلة الأردنية جولييت عواد بجائزة أحسن ممثلة في مهرجان القاهرة للإذاعة والتلفزيون عن مسلسل التغريبة الفلسطينية، 2011.[25]
- حاز مسلسل «التغريبة الفلسطينية» على الجائزة الفضية في مهرجان القاهرة للإذاعة والتلفزيون، 2005.[32]
- واقتسم الكاتبان المصري يسري الجندي عن مسلسل «الطارق»، والفلسطيني وليد سيف عن التغريبة الفلسطينية جائزة الابداع الذهبية لأحسن سيناريو، بمهرجان القاهرة للإذاعة والتلفزيون، 2005.[32]
- فاز جمال سليمان بجائزة أحسن ممثل دور أول عن مسلسل التغريبة الفلسطينية بمهرجان القاهرة للإذاعة والتلفزيون، 2005.[32]
- فاز خالد تاجا بجائزة أحسن ممثل دور ثان عن مسلسل «التغريبة الفلسطينية» بمهرجان القاهرة للإذاعة والتلفزيون، 2005.[32]
- تكريم أبطال المسلسل على رأسهم حاتم علي وجمال سليمان وخالد تاجا وجولييت عواد في حفل خاص بالمجمّع الثقافي في أبوظبي، 12 مايو/أيار 2005.[33][34]
- عدة شهادات تقديرية من سورية والأردن عن مسلسل «التغريبة الفلسطينية».[35]

### قنوات بثته أو تبثه
بَثَّ المسلسل الكثيرُ مِن القنوات التلفزيونية والفضائيات العربية مثل قناة الرسالة، قناة اقرأ، فضائية فلسطين،
 قناة القدس، قناة الفلسطينية، تلفزيون لنا، قناة معا، قناة العدالة، قناة رؤيا،

قناة التلفزيون العربي، تلفزيون الكوت،
قناة الشارقة، تلفزيون أبو ظبي، أبوظبي دراما، إم بي سي 1،
قناة أزهري الفضائية، قناة اليرموك،
التلفزيون السوري.

### قالوا عنه
في إجابتها عن سؤال أثناء مقابلة مع جريدة الدستور الأردنية «أي عمل عربي تمنيت أن تجسديه؟»، قالت الفنانة سلمى المصري: «كثيرة هي الأمنيات، أنا فعلاً تمنيت أن أشارك في"التغريبة الفلسطينية"».
فيما علّق المخرج حاتم علي على المسلسل قائلاً: «هذا العمل هو محاولة لإعادة تسليط الضوء على القضية الفلسطينية، وعلى الرغم من أنني لا أحب تحميل العمل التلفزيوني أكثر من طاقاته، إلا أنه محاولة لإعادة سرد هذه القضية على مسامع الشباب الذين لا يعرفون ما حدث في الماضي».
الممثل جمال سليمان يقول عنه:«إن التغريبة حفلت بشخصيات واقعية، فمثلاً أبو صالح رجل شهم ومناضل، ولكنه كان رافضاً لأشياء كثيرة كتعليم الفتاة وغيرها، وهنا أتى العمل بالواقع. وعندما أشاهد التغريبة، أنسى أنني مثلت هذا العمل، فلقد ذكر عيوب المجتمع الفلسطيني بأسلوب نبيل ومحبب، فهو نقد ذاتي وتأكيد على أن لهذا الشعب حقاً، وأن هناك جريمة ارتكبت في حقه».
وقال الفنان خالد تاجا:«نحن نشعر بأننا فلسطينيون، وعندما قدمنا هذا العمل، كنا نعمل بهذه الروح، وتابعنا الظروف نفسها إبان الغزو وعبر أماكن التصوير التي عشت فيها ساعات عصيبة.
ولكننا لم نشعر بالخوف أو الجوع أو القلق مثلما كانوا، ولم نتخيل كيف استطاع هذا الشعب أن يعيش هذه المأساة كل هذه السنوات، ولذلك فإن هذا الشعب يستحق أن نتناوله لتذكير الجيل الحالي، بحياة ومعاناة من سبقهم وخاصة الذين ولدوا خارج أرض الوطن.
و«إسرائيل» في النهاية ستزول من الوجود، وهذا القرار يمليه التاريخ، لأن «إسرائيل» ورم سرطاني في جسم العالم العربي، وعلاجه هو الاستئصال، وعلى كل إنسان أن يجاهد، فالفنان يقدم عملاً درامياً والرسام يقدم لوحة، وعلى الكل أن يجاهد في كل المستويات حتى نحرر أرضنا وأنفسنا».
أما الممثلة جولييت عواد التي مَثلت دَور «أم أحمد» فتحدثت عن دورها بالقول: «المسلسل أعطاني فرصة لأن أمارس أمومتي التي لم أمارسها في الحياة، إذ انني أرى أن الأم الفلسطينية تقاتل وتحزن وتمرح، وأشعر أن بناءها الداخلي أقوى من الرجال، وكان علي أن أستوعب ذلك، وأقدمه على الشاشة، وفي الواقع أنا بالفعل أراها مقاومة بالدرجة الأولى، وهي دائمة العطاء والإنجاب».

## العلاقة مع التطبيع الدرامي
اكتسب مسلسل التغريبة الفلسطينية أهمية وشهرة بسبب ضعف الإنتاج الدرامي العربي والإسلامي الذي يدعم القضية الفلسطينية، فرغم قِدَم إنتاج المسلسل لكن مازالت محطات فضائية تبثه حتى عام 2020 مثل قناة اليرموك، ومازالت منصات التواصل الاجتماعي تحقق مشاهدات مرتفعة، وذلك لشح الأعمال الفنية التي تتناول وتدعم القضية الفلسطينية. فالاهتمام بهذا النوع من الأعمال أصبح مهملاً، باستثناء الأعمال الفلسطينية الذاتية مثل مسلسل الفدائي وغيرها.
في المقابل ظهر على الساحة الإعلامية بعض الأعمال الدرامية العربية التي اتجهت لمنحنى آخر وأصبحت تروج للتطبيع مع الإحتلال الإسرائيلي، وتعمل على إعادة تشكيل الصورة النمطية عن فكرة الاحتلال في الصورة الذهنية العربية، من هذه الأعمال مسلسل حارة اليهود، وباب الحارة (الجزء السابع)، ومسلسل أم هارون، ومسلسل مخرج 7، ظهر ذلك بشكل لافت بعد الثورات المضادة للربيع العربي وزيادة التطبيع مع إسرائيل في عام 2020 مثل الاتفاق الإماراتي الإسرائيلي والاتفاق البحريني الإسرائيلي، وتجاهل ما يعانيه الفلسطينيون يومياً من جرائم الإحتلال.
أدى كل ذلك لعودة ظهور مسلسل “التغريبة الفلسطينية” بصفته مسلسلاً يفضح دراما التطبيع في عام 2020.
وقد علقت الفنانة جولييت عواد على ذلك بقولها: «اليهود يُسخرون أموالهم لخدمة قضيتهم، فهناك الملايين تُضخ لتمويل الموسيقى والأفلام والمسرح والروايات لتحسين صورة الاحتلال في عيون العالم، هل فكر العرب بذلك ونحن أصحاب الحق في القضية؟».
وقالت أيضاً :«بعد مقاومة الشعوب العربية لمختلف أنواع التطبيع مع إسرائيل، قررت الأخيرة الدخول إلينا من البوابة الثقافية، للتأثير عاطفياً علينا، عبر أقلام ومسلسلات رخيصة جداً».

### حذف المسلسل من منصة شاهد نت
في 12 أكتوبر 2020 حُذف المسلسل من منصة "شاهد.نت" التابعة لقناة إم بي سي (MBC) السعودية، مما أثار جدلاً واسعاً على منصات التواصل الاجتماعي، فقام عدد من النشطاء على شبكات التواصل الاجتماعي بحملة ضد المنصة والدعوة لتنزيل تقييمها، فهبط تقييمها على "فيسبوك" من 4.3 إلى 1.5، وانخفض أيضا على متجري و"غوغل بلاي" و"آب ستور" إلى 1.2، "مما اضطر المنصة لإخفاء أيقونة التقييم، وتحت الضغط أعادت المنصة المسلسل بعد عدة ساعات في اليوم التالي، مبررةً الحذف بانتهاء حقوق العرض، وهو ما شكك فيه نشطاء.
أدى حذف المسلسل والحملة الشعبية المضادة لتفاعل العديد من الفنانين مثل جولييت عواد، حيث قالت:« لماذا حذفتم مسلسل التغريبة الفلسطينية؟ فلسطين بتخوفكم؟ الحق بخوفكم؟، بالمناسبة نحن الشعب الأردني مع القضية الفلسطينية، احنا (نحن) مع الحق... سنبقى نقول: فلسطين حق، فلسطين عربية فلسطين من المية (البحر) إلى المية (النهر).. احنا مع المقاومة حتى نرجع فلسطين.. كل أنواع المقاومة».

## روابط خارجية
- مسلسل التغريبة الفلسطينية على موقع IMDb (الإنجليزية)
- مسلسل التغريبة الفلسطينية على موقع قاعدة بيانات الأفلام العربية
- مسلسل التغريبة الفلسطينية على موقع ليتربوكسد (الإنجليزية)
- مسلسل التغريبة الفلسطينية على موقع كينوبويسك (الروسية)
- مسلسل التغريبة الفلسطينية على موقع قاعدة بيانات الفيلم (الإنجليزية)
- مسلسل التغريبة الفلسطينية على موقع قاعدة بيانات الفيلم (الإنجليزية)
- الحلقات كاملة على YouTube
- حلقة خاصة من برنامج: أوراق ثقافية عن المسلسل  - على قناة الجزيرة، 2005.
- برنامج زيارة خاصة - د.وليد سيف على اليوتيوب، الجزيرة، تقديم ألسي أبي عاصي، 2011.
- وليد سيف: التغريبة الفلسطينية تعزيز للذاكرة وبعثها
- التغريبة الفلسطينية.. توثيق مبدع يشهد على هول الماساة، عمون نيوز.
- النكبة في عين التغريبة الفلسطينية - بقلم لمى خاطر، 2020.
- المسلسل على موقع أفلام فلسطين.